# Tomicephalus sanguinicollis
Tomicephalus sanguinicollis là một loài bọ cánh cứng trong họ Elateridae. Loài này được Latreille miêu tả khoa học năm 1834.